# Cirrhilabrus cyanopleura
Cirrhilabrus cyanopleura es una especie de peces de la familia Labridae en el orden de los Perciformes.

## Morfología
Los machos pueden llegar alcanzar los 15 cm de longitud total.

## Distribución geográfica
Se encuentra en el Mar de Andaman, las Islas Ryukyu, Taiwán, Filipinas, Papúa Nueva Guinea, República de Palau, Indonesia y la Gran Barrera de Coral.